# Rastros de Sangre
Rastros de Sangre (血の轍 Chi no Wadachi?) es un manga escrito e ilustrado por Shūzō Oshimi. Comenzó a publicarse en febrero de 2017 en la revista Big Comic Superior de la editorial Shōgakukan. La historia sigue la vida de un tímido estudiante y su madre sobreprotectora.

## Argumento
Seiichi es un estudiante de la escuela primaria, es un poco inseguro y tímido, con pocos amigos. Su madre es muy sobreprotectora con él, Seiichi se siente a gusto únicamente con ella a su lado pues lo consiente y trata con mucho cariño, incluso no le gusta estar con otros familiares. La madre poco a poco siente que su hijo se aleja de ella. Familia y amigos se relacionan con Seiichi pero la madre siente un fuerte deseo protector e intenta alejarlo de esas influencias, tomando acciones amenazantes para las otras personas, sean su propio esposo, familia y amigos de su hijo. Con el tiempo la madre toma una actitud más psicótica respecto a la protección de su hijo, lo que le lleva a tener problemas familiares, sin embargo Seiichi parece aceptar en ocasiones la actitud de su madre y recibir su atención.

## Personajes
Seiichi Osabe (長部 静一 Osabe Seiichi?)
Un tímido e inseguro estudiante de escuela.
Seiko Osabe (長部 静子 Osabe Seiko?)
La madre de Seiichi. De apariencia joven, es muy sobreprotectora y haría lo que sea por estar al lado de su hijo.
Ichirō Osabe (長部 一郎 Osabe Ichirō?)
El padre de Seiichi, trabaja en una compañía.
Yuko Fukiishi (吹石 由衣子 Fukiishi Yuko?)
Una compañera de clase de Seiichi. Tiene el cabello corto, se hace amiga de Seiichi y es considerada su "interés romántico".
Shigeru (シゲル Shigeru?)
El primo de Seiichi. Se burla de Seiko por la sobreprotección hacia Seiichi. Sufre un desgraciado accidente durante una excursión familiar.

## Manga
El manga es escrito e ilustrado por Shūzō Oshimi. Comenzó su serialización en febrero de 2017 en la revista de manga Big Comic Superior de la editorial Shōgakukan, se han compilado hasta septiembre de 2023 un total de diecisiete volúmenes.

#### Lista de volúmenes
| N.º | Título       | Fecha de lanzamiento     | ISBN original          |
| --- | ------------ | ------------------------ | ---------------------- |
| 1   | «Volumen 1»  | 8 de septiembre de 2017  | ISBN 978-4-09-189623-0 |
| 2   | «Volumen 2»  | 27 de diciembre de 2017  | ISBN 978-4-09-189706-0 |
| 3   | «Volumen 3»  | 27 de abril de 2018      | ISBN 978-4-09-189863-0 |
| 4   | «Volumen 4»  | 28 de septiembre de 2018 | ISBN 978-4-09-860081-6 |
| 5   | «Volumen 5»  | 28 de febrero de 2019    | ISBN 978-4-09-860229-2 |
| 6   | «Volumen 6»  | 30 de agosto de 2019     | ISBN 978-4-09-860386-2 |
| 7   | «Volumen 7»  | 26 de diciembre de 2019  | ISBN 978-4-09-860535-4 |
| 8   | «Volumen 8»  | 27 de abril de 2020      | ISBN 978-4-09-860601-6 |
| 9   | «Volumen 9»  | 28 de agosto de 2020     | ISBN 978-4-09-860701-3 |
| 10  | «Volumen 10» | 29 de enero de 2021      | ISBN 978-4-09-860791-4 |
| 11  | «Volumen 11» | 30 de junio de 2021      | ISBN 978-4-09-861053-2 |
| 12  | «Volumen 12» | 30 de noviembre de 2021  | ISBN 978-4-09-861148-5 |
| 13  | «Volumen 13» | 28 de abril de 2022      | ISBN 978-4-09-861302-1 |
| 14  | «Volumen 14» | 30 de septiembre de 2022 | ISBN 978-4-09-861418-9 |
| 15  | «Volumen 15» | 30 de enero de 2023      | ISBN 978-4-09-861570-4 |
| 16  | «Volumen 16» | 30 de mayo de 2023       | ISBN 978-4-09-861713-5 |
| 17  | «Volumen 17» | 28 de septiembre de 2023 | ISBN 978-4-09-862525-3 |